# Barbara Olson
Barbara Kay Olson, geboren Bracher (Houston, 27 december 1955 – Arlington, 11 september 2001), was een Amerikaans advocate en politiek commentator in televisieprogramma's.
Olson was een advocate. Tijdens de impeachment-procedure tegen Bill Clinton kreeg ze bekendheid als een rechts-conservatief politiek commentator in Amerikaanse talkshows. Ze werd een regelmatig terugkerende gast in programma's als Crossfire, Larry King Live en politieke programma's op Fox News Channel. Ze schreef twee boeken; Hell to Pay (1999), dat zich richtte tegen Hillary Clinton, en The Final Days: The Last, Desperate Abuses of Power by the Clinton White House over Bill Clinton, dat postuum uitkwam in 2001.
Ze trouwde in 1996 met advocaat Theodore Olson (1940), die in 2000 de belangen behartigde van George W. Bush in de rechtszaak tegen Al Gore naar aanleiding van de uitslag van de Amerikaanse presidentsverkiezingen 2000. Barbara Kay Olson kwam op 45-jarige leeftijd om het leven bij de aanslagen op 11 september 2001. Ze was een passagiere van American Airlines-vlucht 77, die crashte in het Pentagon.